# Мінфельд
Мінфельд (нім. Minfeld) — громада в Німеччині, розташована в землі Рейнланд-Пфальц. Входить до складу району Гермерсгайм. Складова частина об'єднання громад Кандель.
Площа — 8,41 км2. Населення становить 1690 ос. (станом на 31 грудня 2020).